# 大莫什基
51°15′42″N 28°52′3″E / 51.26167°N 28.86750°E
大莫什基（烏克蘭語：Великі Мошки），是烏克蘭北部的村莊，隸屬日托米爾州的科羅斯滕區。該村始建於1544年，面積1.19平方公里，海拔高度143米，2001年人口227。